# Naalakkersuisut

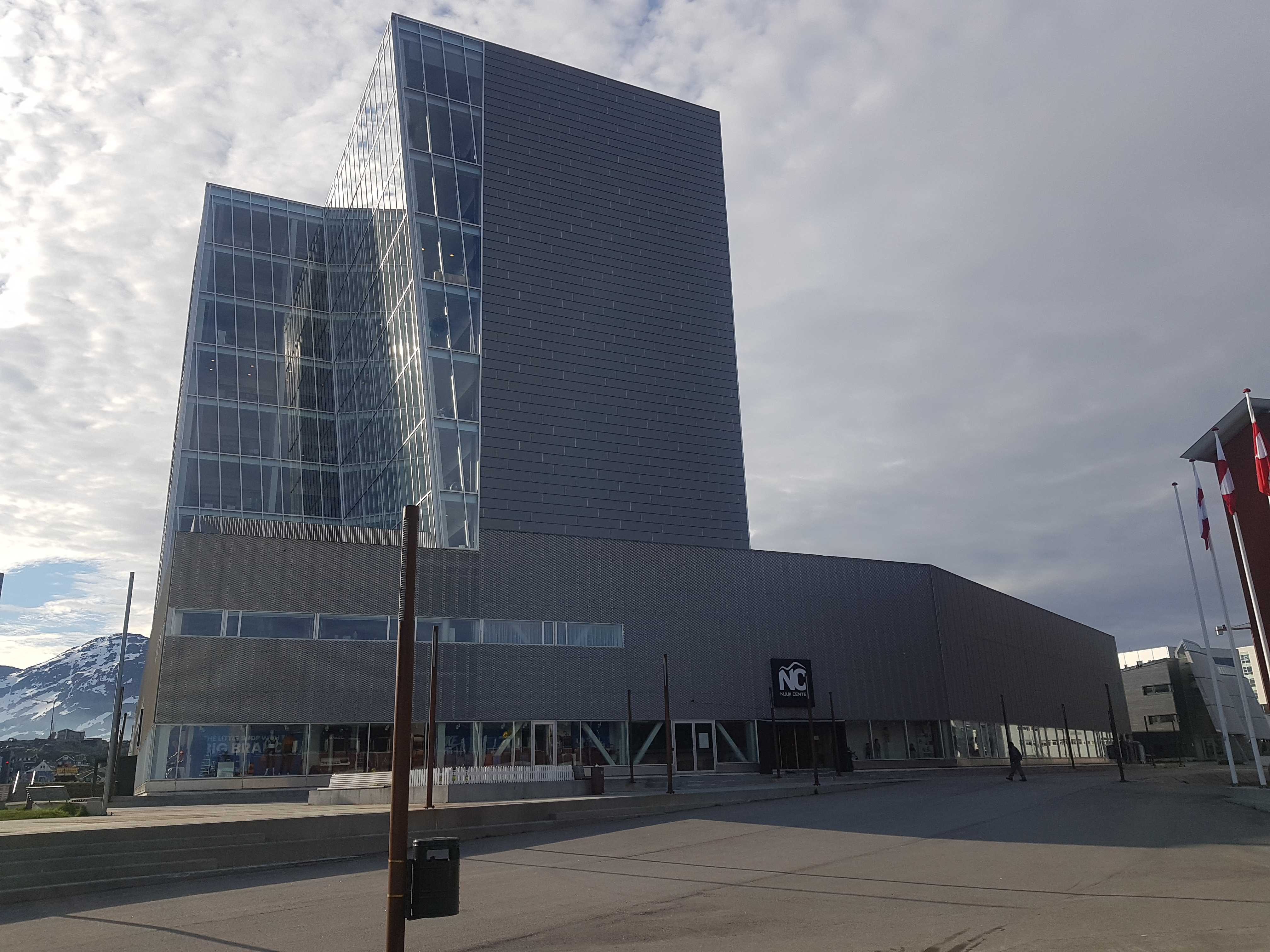
Das Einkaufszentrum Nuuk Center mit der Zentraladministration der grönländischen Regierung darüber (2022)

Das Naalakkersuisut („die Vorschriften Setzenden“; dänisch Grønlands Landsstyre „Grönländische Landesregierung“) ist die grönländische Regierung, welche die Exekutivgewalt in Grönland ausübt. Sie besteht aus dem Regierungschef, der vom grönländischen Parlament, dem Inatsisartut, gewählt wird, und den Ministern, die vom Regierungschef vorgeschlagen werden.

## Gesetzesgrundlage
Aufgaben und Arbeit des Inatsisartut sind gesetzlich geregelt durch das am 18. November 2010 beschlossene und zuletzt am 14. Dezember 2021 geänderte Gesetz Nr. 26 zum Inatsisartut und Naalakkersuisut (Inatsisartutlov Nr. 26 om Inatsisartut og Naalakkersuisut).
Dem Inatsisartut wird die gesetzgebende Gewalt, dem Naalakkersuisut die ausführende Gewalt und den Gerichten die rechtsprechende Gewalt zugesprochen (§ 1). Das Naalakkersuisut ist gegenüber den Mitgliedern des Inatsisartut zur Auskunft verpflichtet, es sei denn, die Beantwortung der Fragen ist unmöglich oder nur durch unverhältnismäßig großen Einsatz zustande zu bringen, oder die Antwort unterliegt der Schweigepflicht (§ 12). Jedes Mitglied des Inatsisartut sowie des Naalakkersuisut hat das Recht, Gesetzesvorschläge einzubringen. Ratifizierungsvorschläge bezüglich für Grönland gültige dänische Gesetze werden vom Naalakkersuisut eingebracht (§ 13). Der Haushaltsplan (finanslov) ist vom Naalakkersuisut einzubringen und spätestens am 15. November des vorangehenden Jahres zu beschließen (§ 15). Die Abgeordneten des Inatsisartut wählen aus ihren eigenen Reihen einen Regierungschef, welcher einen Kabinettsvorschlag einbringt, welcher wiederum gesammelt vom Inatsisartut genehmigt wird. Die Mitgliedschaft in der Regierung bedarf nicht zwingend einer Mitgliedschaft im Parlament, jedoch muss Wählbarkeit vorliegen (§ 22). Der Regierungschef hat das Recht Mitglieder seines Kabinetts abzusetzen (§ 23). Wenn ein Kabinettsmitglied aus gesundheitlichen oder anderen wesentlichen Gründen eine Beurlaubung wünscht, ist diese vom Regierungschef zu genehmigen. Wenn ein Kabinettsmitglied wünscht, dauerhaft aus der Regierung auszutreten, ist dies vom Inatsisartut zu genehmigen (§ 24). Die Mitglieder des Naalakkersuisut dürfen keiner Nebenbeschäftigung nachgehen, es sei denn, der Wahlprüfungsausschuss hat dies genehmigt (§ 25). Vorgezogene Neuwahlen werden vom Regierungschef beschlossen (§ 26). Das Inatsisartut hat das Recht, jedes Mitglied des Kabinetts des Amtes zu entheben. Wird der Regierungschef des Amtes enthoben, gilt dies auch für die restlichen Kabinettsmitglieder (§ 27). Anschließend hat der abgesetzte Regierungschef die Möglichkeit, Neuwahlen auszuschreiben (§ 28). Nach seiner Absetzung bleibt das Naalakkersuisut geschäftsführend im Amt (§ 29). Jedes vom Inatsisartut beschlossene Gesetz ist vom Regierungschef zu bestätigen. Er hat die Möglichkeit, die Bestätigung zu verweigern, woraufhin das Inatsisartut den Gesetzesvorschlag in der folgenden Sitzungsperiode erneut behandelt (§ 30). Das Gesetz trat am 1. Dezember 2010 in Kraft und ersetzte das frühere Gesetz Nr. 11 über Landstinget und Landsstyret vom 20. Oktober 1988 (§ 32). Die jetzige Fassung ist seit dem 1. Januar 2022 gültig.

## Geschichte
Gleichzeitig mit der Durchführung der G60-Politik in den 1960er Jahren wurde die Nationalbewegung in Grönland mit ihrer Forderung nach Selbstverwaltung immer stärker. Von 1973 bis 1975 untersuchte der grönländische Hjemmestyreudvalg die Möglichkeiten grönländischer Autonomie. Von 1975 bis 1978 ausarbeitete die paritätisch besetzte grönländisch-dänische Hjemmestyrekommission ein Autonomiegesetz nach dem Vorbild der Färöer. Im Ergebnis der Verhandlungen der Kommission wurde 1978 ein entsprechendes Gesetz vom Folketing verabschiedet. Bei der darauf folgenden Volksabstimmung in Grönland am 17. Januar 1979 sprach sich die große Mehrzahl der Grönländer für dieses Autonomiegesetz (Hjemmestyreloven) aus. Am 1. Mai 1979 erlangte Grönland schließlich seine Hjemmestyre mit eigenem Parlament (Inatsisartut) und eigener Regierung (Naalakkersuisut). Seitdem besteht Grönland als „Nation innerhalb des Königreichs Dänemark“. Am 25. November 2008 fand nach fast zehnjährigen Bestrebungen und Verhandlungen eine weitere Volksabstimmung statt, mit der die Ersetzung des seit 1979 geltenden Autonomiestatuts durch die Selvstyre erreicht wurde. Sie wurde am 21. Juni 2009 umgesetzt.

## Ministerien
Die Regierung besteht aus mehreren Departements (Ministerien), deren Zusammensetzung und Verteilung sich jederzeit ändern kann. Im Naalakkersuisut sind aktuell (Stand 5. April 2022) die folgenden Ministerien vertreten:
- Departement des Vorsitzenden
- Departement für Finanzen und Gleichberechtigung
  - Liste der grönländischen Finanzminister
- Departement für Äußeres, Erwerb und Handel
  - Liste der grönländischen Außenminister
  - Liste der grönländischen Erwerbsminister
- Department für Fischerei und Jagd
  - Liste der grönländischen Fischerei- und Jagdminister
- Departement für Soziales, Arbeitsmarkt und Inneres
  - Liste der grönländischen Familienminister
  - Liste der grönländischen Arbeitsmarktminister
  - Liste der grönländischen Innenminister
- Departement für Bildung, Kultur, Sport und Kirche
  - Liste der grönländischen Bildungsminister
  - Liste der grönländischen Kulturminister
  - Liste der grönländischen Kirchenminister
- Departement für Rohstoffe und Justiz
  - Liste der grönländischen Rohstoffminister
  - Liste der grönländischen Justizminister
- Departement für Landwirtschaft, Selbstversorgung, Energie und Umwelt
  - Liste der grönländischen Landwirtschaftsminister
  - Liste der grönländischen Energieminister
  - Liste der grönländischen Umweltminister
- Departement für Wohnwesen und Infrastruktur
  - Liste der grönländischen Wohnungsminister
  - Liste der grönländischen Infrastrukturminister
- Departement für Kinder, Jugendliche und Familie
  - Liste der grönländischen Familienminister
- Departement für Gesundheit
  - Liste der grönländischen Gesundheitsminister

Folgende Ressorts sind derzeit untergeordnet und werden durch andere Minister qua amt wahrgenommen:
- Liste der grönländischen Dorf- und Außendistriktsminister
- Liste der grönländischen Forschungsminister
- Liste der grönländischen Minister für Nordische Zusammenarbeit

## Liste der Kabinette und Wahlen
| Zeitspanne | Kabinett                   | Koalitionspartner                                         | Anmerkung                                       |
| ---------- | -------------------------- | --------------------------------------------------------- | ----------------------------------------------- |
| 1979–1983  | Kabinett Motzfeldt I       | Siumut                                                    |                                                 |
| 1983–1984  | Kabinett Motzfeldt II      | Siumut                                                    |                                                 |
| 1984–1987  | Kabinett Motzfeldt III     | Siumut, Inuit Ataqatigiit                                 |                                                 |
| 1987–1988  | Kabinett Motzfeldt IV      | Siumut, Inuit Ataqatigiit                                 | Regierungswechsel nach zwölf Monaten            |
| 1988–1991  | Kabinett Motzfeldt V       | Siumut                                                    |                                                 |
| 1991–1995  | Kabinett Johansen I        | Siumut, Inuit Ataqatigiit                                 |                                                 |
| 1995–1997  | Kabinett Johansen II       | Siumut, Atassut                                           | Rücktritt des Regierungschefs nach 18 Monaten   |
| 1997–1999  | Kabinett Motzfeldt VI      | Siumut, Atassut                                           |                                                 |
| 1999–2001  | Kabinett Motzfeldt VII     | Siumut, Inuit Ataqatigiit                                 | Regierungswechsel nach 33 Monaten               |
| 2001–2002  | Kabinett Motzfeldt VIII    | Siumut, Atassut                                           |                                                 |
| 2002–2003  | Kabinett Enoksen I         | Siumut, Inuit Ataqatigiit                                 | Regierungswechsel nach einem Monat              |
| 2003       | Kabinett Enoksen II        | Siumut, Atassut                                           | Regierungswechsel nach acht Monaten             |
| 2003–2005  | Kabinett Enoksen III       | Siumut, Inuit Ataqatigiit                                 |                                                 |
| 2005–2007  | Kabinett Enoksen IV        | Siumut, Inuit Ataqatigiit, Atassut                        | Regierungswechsel nach 18 Monaten               |
| 2007–2009  | Kabinett Enoksen V         | Siumut, Atassut                                           |                                                 |
| 2009–2013  | Kabinett Kleist            | Inuit Ataqatigiit, Demokraatit, Kattusseqatigiit Partiiat |                                                 |
| 2013       | Kabinett Hammond I         | Siumut, Atassut, Partii Inuit                             | Regierungswechsel nach acht Monaten             |
| 2013–2014  | Kabinett Hammond II        | Siumut, Atassut                                           | Rücktritt der Regierungschefin nach elf Monaten |
| 2014       | Kabinett Kielsen (interim) | Siumut                                                    |                                                 |
| 2014–2016  | Kabinett Kielsen I         | Siumut, Atassut, Demokraatit                              | Regierungswechsel nach 24 Monaten               |
| 2016–2018  | Kabinett Kielsen II        | Siumut, Inuit Ataqatigiit, Partii Naleraq                 |                                                 |
| 2018       | Kabinett Kielsen III       | Siumut, Partii Naleraq, Atassut, Nunatta Qitornai         | Regierungswechsel nach fünf Monaten             |
| 2018–2019  | Kabinett Kielsen IV        | Siumut, Atassut, Nunatta Qitornai                         | Regierungswechsel nach sechs Monaten            |
| 2019–2020  | Kabinett Kielsen V         | Siumut, Nunatta Qitornai                                  | Regierungswechsel nach 13 Monaten               |
| 2020–2021  | Kabinett Kielsen VI        | Siumut, Demokraatit, Nunatta Qitornai                     |                                                 |
| 2021–2022  | Kabinett Egede I           | Inuit Ataqatigiit, Naleraq                                |                                                 |
| 2022–2025  | Kabinett Egede II          | Inuit Ataqatigiit, Siumut                                 | Regierungswechsel nach zwölf Monaten            |
| seit 2025  | Kabinett Nielsen           | Demokraatit, Inuit Ataqatigiit, Siumut, Atassut           |                                                 |